# Docidocercus chlorops
Docidocercus chlorops är en insektsart som beskrevs av Nickle 1989. Docidocercus chlorops ingår i släktet Docidocercus och familjen vårtbitare. Inga underarter finns listade i Catalogue of Life.